# Ungewissheit
Unter Ungewissheit versteht man in der Entscheidungstheorie die mangelnde Kenntnis über die künftige Entwicklung eines Umweltzustands. Mangelnde Kenntnis beschreibt einen Informationsgrad, bei dem die möglichen Umweltzustände und die Ergebnisse bei Wahl einer bestimmten Handlungsalternative und Eintritt eines bestimmten Umweltzustandes bekannt sind, aber die (subjektiven und objektiven) Eintrittswahrscheinlichkeiten der Umweltzustände unbekannt sind. Sie ist eine Unterart der Unsicherheit. Sprachlich ist Ungewissheit die Negation von Gewissheit.

## Allgemeines
Die Fachliteratur von Betriebswirtschaftslehre und Entscheidungstheorie verwendet die Begriffe Ungewissheit, Unsicherheit und Risiko uneinheitlich. Die Einteilung von Situationen der Nicht-Sicherheit in solche unter Risiko (englisch risk) und Ungewissheit (englisch uncertainty) ist auf den amerikanischen Ökonomen Frank Knight zurückzuführen, der sich 1921 in einem grundlegenden Werk mit dem Risiko und der Ungewissheit bei der Erzielung von Gewinnen auseinandersetzte. Der von ihm verwendete Begriff „uncertainty“ kann sowohl mit Ungewissheit als auch mit Unsicherheit übersetzt werden. Im Sinne von Knight liegt Ungewissheit stets bei einmaligen, nicht erneut vorkommenden Entscheidungen vor. Die volkswirtschaftliche Funktion des Unternehmers besteht demnach darin, nicht berechenbare Unsicherheiten (Ungewissheit) einzugehen. Für Knight gab es zwei Entscheidungen, und zwar unter Risiko und Ungewissheit. Für Kenneth Arrow ist Ungewissheit das Komplement von Wissen. Die ambivalente Übersetzbarkeit der „uncertainty“ hat zu einer uneinheitlichen Benutzung der Begriffe Ungewissheit und Unsicherheit in der deutschen Fachliteratur beigetragen. Waldemar Wittmann sprach deshalb 1959 vom „unsicheren Wissen“, das „sich in einer Unbestimmtheit des Urteils ausdrückt“, Ungewissheit ist danach das „Fehlen von oder der Mangel an Gewissheit“. Noch im Jahre 1999 folgte die deutsche Fachliteratur Knights Konzept und kennt zwei Arten unvollkommener Informationen, nämlich das Risiko und die Ungewissheit, die eine partielle oder völlige Ungewissheit sein kann.

## Informationsgrad
In zahlreichen betrieblichen Entscheidungssituationen sind im Vorfeld der Entscheidung keine oder kaum verwertbare Informationen zu beschaffen. Die Folge dieser unvollkommenen Information ist die Ungewissheit über die Ergebniswirksamkeit der Entscheidung; Ungewissheit entsteht dabei aus dem Bewusstsein des Entscheidungsträgers, dass zwischen notwendiger und vorhandener Information eine Diskrepanz besteht. Die Höhe der Ungewissheit drückt sich umgekehrt proportional zum Informationsgrad aus. Die hieraus resultierende Gefahr einer Fehlentscheidung beruht auf unzutreffenden Daten (falsche oder unzureichende Informationen) oder aus Denk- und Rechenfehlern des Entscheidungsträgers bei der Datenauswertung und beim Treffen der Entscheidung. Gibt es hingegen viele Informationen, so dürfen die Informationskosten den Informationswert nicht übersteigen. Viele Informationen erhöhen den Informationsgrad und können im Optimum als vollständige Information zu einem Informationsgrad von 100 % führen – es liegt eine Entscheidung unter Sicherheit als Gegenteil von Ungewissheit vor.

## Entscheidung unter Ungewissheit
Wichtigste Ausprägung der Ungewissheit ist die Entscheidung unter Ungewissheit. Können Eintrittswahrscheinlichkeiten ermittelt (objektive durch Datenauswertung, subjektive durch Schätzung und Erfahrung) und diese bei einer Entscheidung zugrunde gelegt werden, handelt es sich um eine Entscheidung unter Risiko. Gibt es hingegen keine Eintrittswahrscheinlichkeiten, liegt eine Entscheidung unter Ungewissheit vor. Von Eintrittswahrscheinlichkeit wird gesprochen, wenn empirisches Datenmaterial für die Handlungsalternativen einer Entscheidung vorliegt oder berechnet werden kann. Maßgebend für die Unterscheidung zwischen Ungewissheit oder Unsicherheit ist die Eintrittswahrscheinlichkeit, die zwischen 0 (tritt nicht ein) und 1 (tritt sicher ein) schwankt. Die Wahrscheinlichkeitsverteilung möglicher zukünftiger Umweltzustände ist bei der Entscheidung unter Ungewissheit unbekannt, es können keine Eintrittswahrscheinlichkeiten zugeordnet werden. Es ist jedoch anzunehmen, dass sich eines von mehreren antizipierten Ergebnissen einer Handlungsalternative einstellt. Entscheidungen unter Ungewissheit stellen keine ökonomischen Entscheidungen dar, sondern treten in Spielsituationen (Würfelspiele, Lotterie) auf.

## Abgrenzung
Das deutsche Schrifttum ist heute überwiegend der Auffassung, dass Ungewissheit und Unsicherheit keine Synonyme sind. Dem Planer oder Entscheidungsträger liegen bei der Unsicherheit (subjektive und/oder objektive) Eintrittswahrscheinlichkeiten vor; dagegen fehlen ihm solche bei der Ungewissheit vollständig. Hier kann er lediglich annehmen, dass eines von mehreren erwarteten Ergebnissen eintreten wird.